# Rudolf Jettmar
Rudolf Jettmar (* 10. September 1869 in Zawodzie bei Tarnów, Österreich-Ungarn; † 21. April 1939 in Wien) war ein österreichischer Maler, Grafiker, Radierer und Hochschullehrer.

## Leben
Jettmar war ein Sohn, das älteste von fünf Kindern, des Guts- und Salinenverwalters Jettmar, eines deutsch-böhmischen Privatbeamten. Die Familie kehrte bald nach dem Tod seiner Mutter 1874 und der zweiten Eheschließung seines Vaters, in ihre Heimat Westböhmen zurück. Jettmar begann bereits als Kind mit dem Zeichnen, Malen und Musizieren (Geige, Flöte und Orgel). Er besuchte Schulen in Libotschan bei Saaz, Tschischkowitz bei Lobositz und Komotau. Eigentlich wollte er Musiker werden.
Nach dem Abschluss der Gymnasien in Böhmisch-Leipa und Eger kam er 1886 nach Wien besuchte eine Malschule und begann 1887 ein Studium der Malerei bei Franz Rumpler, Christian Griepenkerl und August Eisenmenger an der Akademie der bildenden Künste Wien. Von 1892 bis 1893 fertigte er unter Caspar Ritter Studien nach der Natur an der Badischen Kunstakademie Karlsruhe und begann sich mit dem Werk Anselm Feuerbachs später auch Arnold Böcklins auseinanderzusetzen.
Anschließend unternahm Jettmar ab dem Frühling 1893 eine Wanderung durch den Schwarzwald, die Schweiz und über die Alpen nach Italien. Er wirkte von 1894 vier Monate lang als Dekorationsmaler in Leipzig und lebte 1895 in Dresden. 1895 wurde er in Wien mit dem Rompreis prämiert und verbrachte mithilfe des Stipendiums ein halbes Jahr in Rom, Neapel, Florenz und Venedig. Von 1897 bis 1898 absolvierte er ein Akademiestudium in Wien an der Meisterschule für Graphische Künste bei William Unger, der ihn in der Radierung unterwies.
Jettmar wurde 1898 in die Wiener Secession aufgenommen und arbeitete an der Jugendstilzeitschrift Ver Sacrum mit und beteiligte sich 1902 an der Beethoven-Ausstellung der Secession. Er wurde 1910 zum ordentlichen Akademieprofessor ernannt und nahm mit Herkulesbildern an der Internationalen Jagdausstellung teil. Er wurde 1924 Leiter der Meisterschule für Malerei und anschließend, als Nachfolger von Ferdinand Schmutzer, Leiter der Meisterklasse für Grafik. Er erkrankte 1934 und musste sich wiederholten Eingriffen unterziehen. Im Jahr 1936 erfolgte seine Emeritierung. Zugleich unterrichtete er seit 1898 an der Frauenkunstschule, der späteren Wiener Frauenakademie. Er starb an den Folgen eines Schlaganfalls und wurde in einem Ehrengrab am Wiener Zentralfriedhof bestattet.  Jettmar war ein Bekannter des Komponisten Robert Fuchs, den er auch porträtierte, und mit dem Musiker Karl Schreinzer befreundet.
Jettmar heiratete 1907 Maria Anna (geborene Mayer; 1879–1950). Aus der Ehe gingen zwei Söhne hervor, einer war der spätere Ethnologe Karl Joseph Jettmar (1918–2002). Das Ehepaar trennte sich 1921.

## Werke (Auswahl)
Jettmar entnahm seine Motive oftmals aus dem Bereich der Fantasie, der der griechischen Mythologie oder aus biblischen Erzählungen es Alten Testaments. Seine Figuren waren oft nackt oder in altertümliche Gewänder gekleidet. Er gilt wie Max Klinger als Repräsentant des Symbolismus. Er fertigte zudem Landschaftsbilder mit dunklen Seen zwischen hohen Felsen und kleinen figürlichen Darstellungen, ruhige, freundliche, menschenleeren Abendstimmungen oder Szenen mit Kämpfen urzeitlicher oder vorweltlicher Ungeheuer. Den am stärksten vom Jugendstil geprägten Teil seines Werkes bilden die Holzschnitte für die bibliophile Jugendstilzeitschrift Ver Sacrum. Seine anatomischen Studienblätter des menschlichen Körpers weisen teilweise extreme, manieristische Haltungen auf.
Die wenigen verbliebenen Ölbilder (Landschaftsbilder, griechische Mythologie) sowie Radierungen sind überwiegend in Familienbesitz.
- 1896: Selbstbildnis

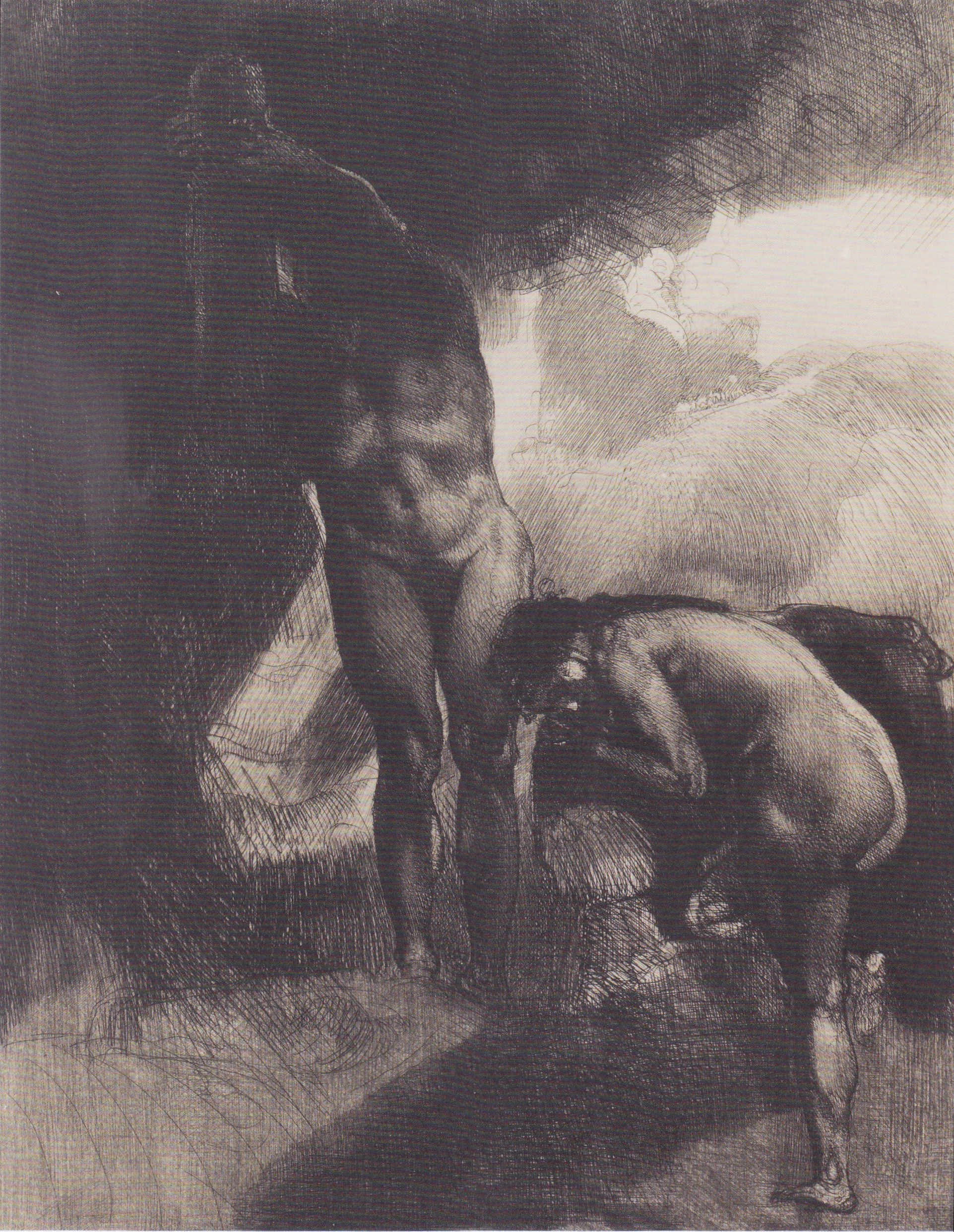
Bau der Höllenbrücke, 1899

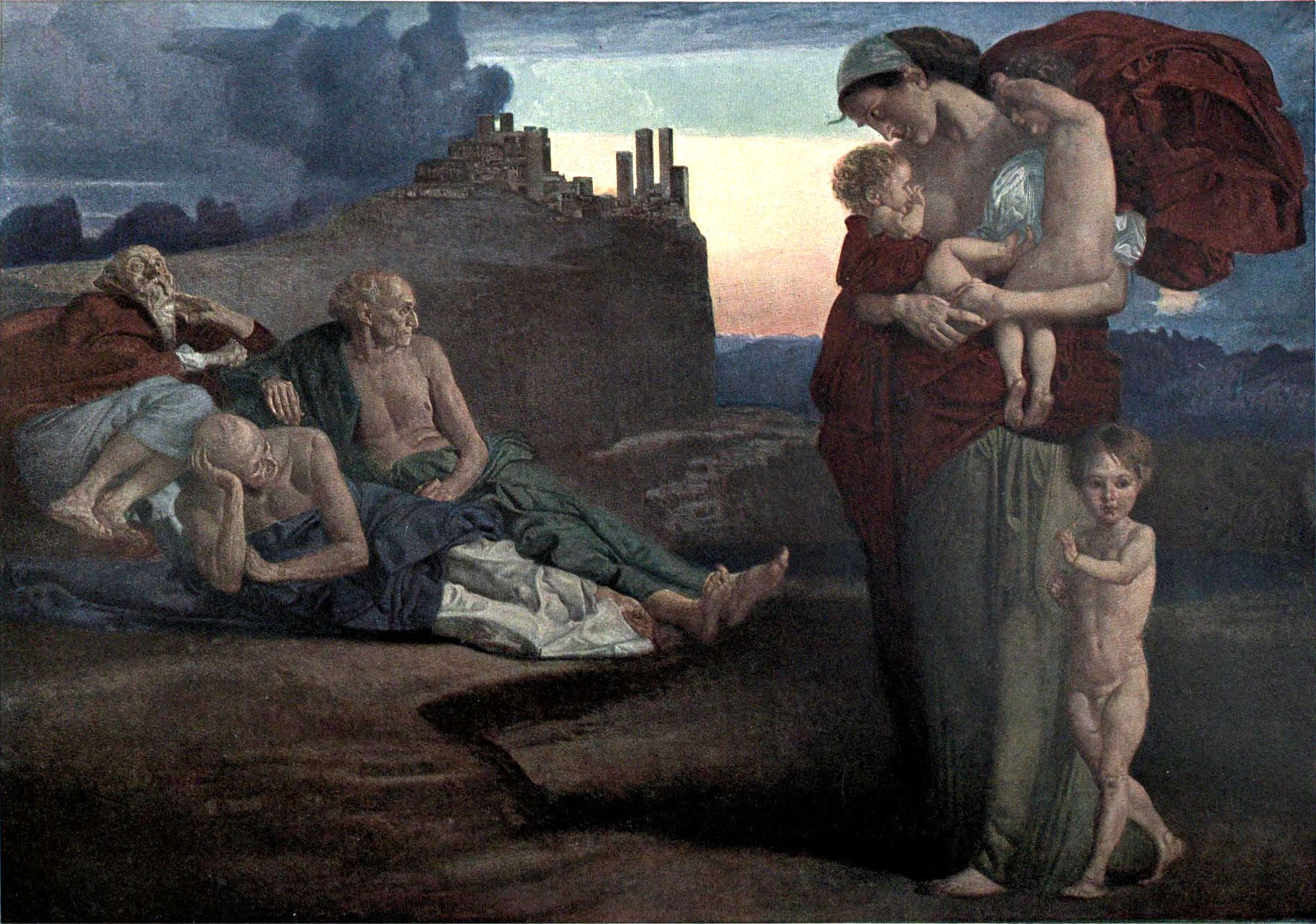
Am Wege, 1910

- 1902: 3 Fresken für die Beethoven-Ausstellung Max Klingers (später im Treppenhaus des Palais Wittgenstein angebracht)
- 1903: Drachen und Ungeheuer (4 Ölgemälde)
- 1903–1904: Stunden der Nacht (12 Radierungen)
- 1905: Durchzug der Kinder Israel durch das Rote Meer (Kaseinfarben auf Mörtelgrund, Villa Bauer in Hütteldorf)
- 1907–1908: Verkündigung und Schutzengel, 2 Kartons zu den Seitenaltarmosaiken aus Glas in der Otto-Wagner-Kirche Am Steinhof
- 1908–1909: Deckenbild Weg des Lebens im Palais Wittgenstein in Wien (wurde im Krieg zerstört)
- 1910 und 1916: Prometheus (Radierung)
- 1914: Apollo Deckengemälde im Kurhaus Meran
- 1919–1920: Radierungszyklus zu George Gordon Byrons Kain
- 6 Gemälde zum Thema Handel für die Wechselstube der Wiener Bank-Aktiengesellschaft
- 1936: Apokalyptisches Pferd über endzeitlicher Landschaft

## Ausstellungen (Auswahl)
- 9. Dezember 1969 bis 15. Januar 1970: Wiener Secession – Rudolf Jettmar.
- 20. März bis 27. April 1975: Rudolf Jettmar, 1869–1939 Ostdeutsche Galerie Regensburg
- 1975: Rudolf Jettmar, 1869–1939 Städtische Museen, Freiburg im Breisgau
- September 1978: Rudolf Jettmar 1869–1939 in der Galleria Levante, München
- 9. Februar bis 7. Mai 1989: Rudolf Jettmar (1869–1939): Bilder von hellen und dunklen Mythen 118. Sonderausstellung des Historischen Museums der Stadt Wien:[4]
- 16. Oktober 2020 bis 24. Januar 2021: Rudolf Jettmar (1869–1939) : ein Symbolist an der Wiener Akademie Kupferstichkabinett der Akademie der bildenden Künste Wien[5]

## Mitgliedschaften und Ehrungen (Auswahl)
- 1890: „Goldstipendium“
- 1891: „Sozialschulpreis“
- 1895: „Rompreis“
- Mitglied im Deutschen Künstlerbund.[6]
- 1905: Reichel-Preis für Stunden der Nacht
- 1935 Ehrenmitglied der Wiener Philharmoniker, da er selbst als Geiger tätig war.
- Die österreichische Post widmete ihm zu seinem 50. Todestag eine Sondermarke.
- Im Jahr 1954 wurde in Wien-Liesing (23. Bezirk) die Jettmargasse nach ihm benannt.